# 효화예황후
효화예황후(孝和睿皇后, 만주어: ᡥᡳᠶᠣᠣᡧᡠᠩᡤᠠ
ᡥᡡᠸᠠᠯᡳᠶᠠᠰᡠᠨ
ᠰᡠᠩᡤᡳᠶᡝᠨ
ᡥᡡᠸᠠᠩᡥᡝᠣ 히유슝가 후왈리야순 숭기연 후왕허오, 건륭 41년 10월 10일(1776년 11월 20일) ~ 도광(道光) 29년 12월 11일(1850년 1월 23일))는 청나라 7대 황제인 인종 가경제의 계후이다. 만주 양황기(鑲黃旗) 니오후루 할라 출신이다. 정식 시호는 효화공자강예안성흠순인정응천희성예황후(孝和恭慈康豫安成欽順仁正應天熙聖睿皇后)이다.

## 생애
가경제의 친왕 잠저 시절 당시 측복진(側福晉, 側妃: 정식 첩)이었다. 가경제의 즉위 후 귀비(貴妃)로 책봉됐다. 가경 2년에 효숙예황후 희탑랍씨가 사망하자 태상황 건륭제에게 계후(繼后)로 지명되어 먼저 황귀비(皇貴妃)로 책봉되고 육궁의 통솔을 맡았으며, 희탑랍씨의 삼년상과 건륭제(가경 4년에 사망)의 삼년상을 모두 마친 뒤인 가경 6년에 황후로 봉해졌다. 가경제가 사망하자 도광제(효숙예황후 소생)를 후임 황제에 올리고 황태후가 됐다. 도광 29년에 74세의 나이로 사망했다. 최종 공식 시호는 효화공자강예안성흠순인정응천희성예황후(孝和恭慈康豫安成欽順仁正應天熙聖睿皇后), 능호는 창서묘(昌西陵)이다.

## 존호
도광제 즉위 후인 1820년에 공자황태후(恭慈皇太后)란 존호를 올렸다. 1822년(도광 2년)에 강예(康豫), 1828년(도광 8년)에 안성(安成), 1834년(도광 14년)에 장혜(莊惠), 1835년(도광 15년)에 수희(壽禧), 1845년(도광 25년)에 숭기(崇祺)를 추가로 올렸다. 최종 존호는 공자강예안성장혜수희숭기황태후(恭慈康豫安成莊惠壽禧崇祺皇太后)이다.

## 기타
- 도광제의 황후인 효전성황후를 독살했다는 야사가 존재한다.[3]

## 가족
- 아버지: 뉴호록 공아랍(鈕祜祿 恭阿拉)
- 남편: 청 인종 가경제(淸 仁宗 嘉慶帝, 1760년 ~ 1820년)
  - 아들 1: 황3남 돈각친왕 면개(惇恪親王 綿愷, 1795년 ~ 1838년)
  - 아들 2: 황4남 서회친왕 면흔(瑞懷親王 綿忻, 1805년 ~ 1828년)
  - 딸 : 황7녀 (1793년 ~ 1795년) - 공주 책봉 전 조졸

## 출처

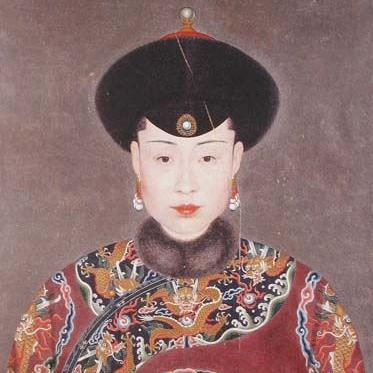
효화예황후가 젊었을 적 모습

## 같이 보기
- 입팔분공